# Norgesmesterskabet i boksning 1909
Norgesmesterskabet i boksing 1909 blev arrangeret 18-19. december af
Kristiania Boxeklub i Turnhallen, Kristiania.

## Medaljevindere

### Herrer
| Vægtklasse:  | Guld:                  | Sølv:                          |
| Bantam       | Ingen deltagelse       |                                |
| Fjervægt     | Mandar Strutz, Falken  |                                |
| Letvægt      | Valdemar Jensen, KB    | Georg Antonius Brustad, Ørnulf |
| Mellemvægt A | Sverre Moe, KB         | Wilhelm Christiansen, KB       |
| Mellemvægt B | Johan Johansen, Ørnulf | Bertrand Moe, KB               |
| Sværvægt     | Bjarne Berger, KB      | Jacob D. Løvaas, Christiania   |